# Leif Mortensen
Leif Mortensen (ur. 5 maja 1947 we Frederiksbergu) – duński kolarz szosowy, wicemistrz olimpijski i czterokrotny medalista mistrzostw świata.

## Kariera
Pierwszy sukces w karierze Leif Mortensen osiągnął w 1967 roku, kiedy wspólnie z Henningiem Petersenem, Jørgenem Emilem Hansenem i Vernerem Blaudzunem zdobył srebrny medal w drużynowej jeździe na czas podczas mistrzostw świata w Heerlen. Na rozgrywanych rok później igrzyskach olimpijskich w Meksyku był drugi w indywidualnym wyścigu ze startu wspólnego, ulegając jedynie Włochowi Pierfranco Vianellemu. Na tych samych igrzyskach wraz z kolegami z reprezentacji zajął czwarte miejsce w wyścigu drużynowym, przegrywając walkę o brąz z ekipą Włoch. Największe sukcesy odniósł na mistrzostwach świata w Brnie w 1969 roku, gdzie indywidualnie zwyciężył w wyścigu ze startu wspólnego, a razem z Jørnem Lundem, Jørgenem Emilem Hansenem i Mogensem Freyem zdobył srebrny medal w drużynowej jeździe na czas. Ostatni medal Mortensen wywalczył na mistrzostwach w Leicester w 1970 roku. W wyścigu ze startu wspólnego zawodowców był drugi – wyprzedził go tylko Jean-Pierre Monseré z Belgii. Ponadto zwyciężył między innymi w Grand Prix de France w 1969 roku, Trophée Baracchi w 1971 roku oraz Tour de Belgique w 1973 roku. Czterokrotnie startował w Tour de France, najlepszy wynik osiągając w 1971 roku, kiedy zajął szóste miejsce w klasyfikacji generalnej. Rok później wystartował także w Vuelta a España kończąc rywalizację na 23. miejscu. Jako zawodowiec startował w latach 1970-1975.

## Najważniejsze zwycięstwa i sukcesy
- 1967
  - wicemistrzostwo świata w drużynowym wyścigu na 100 km amatorów
- 1968
  - wicemistrzostwo olimpijskie w indywidualnym wyścigu ze startu wspólnego
- 1969
  - mistrzostwo świata amatorów w wyścigu ze startu wspólnego
  - wicemistrzostwo świata w drużynowym wyścigu na 100 km amatorów
- 1970
  - wicemistrzostwo świata zawodowców w wyścigu ze startu wspólnego
  - 2. GP Fourmies
- 1971
  - 3. Tour de Luxembourg
  - 1. Trofeo Baracchi
  - 6. Tour de France
- 1972
  - 2. GP Fourmies
- 1973
  - etap w Paryż-Nicea
  - 1. Ronde van België oraz wygrany etap
- 1974
  - 3. Bordeaux-Paryż